# Vilmos Kertész
Vilmos „Willy“ Kertész, auch als Kertész II bekannt, (* 21. März 1890 in Budapest; † 15. September 1962 in Sydney) war ein ungarischer Fußballspieler und -trainer, der mit dem MTK neun Meistertitel holte und langjähriger Kapitän der Nationalmannschaft war.

## Vereinskarriere
Wie auch seine Brüder Gyula und Adolf begann Vilmos Kertész seine Karriere beim MTK, wo er 1909 in die erste Mannschaft kam und auf Anhieb überzeugen konnte. Zu Beginn seiner Karriere spielte er in der Sturmreihe, wo er auf der Rechtsinnenposition zum Einsatz kam. Schon 1910 konnte er mit dem Cupsieg seinen ersten Titel feiern, dem zwei weitere folgten, ehe 1914 ein erster Meistertitel geholt wurde.
Kertész war ein technisch und taktisch herausragender Spieler und als Jimmy Hogan die Blau-Weißen 1916 als Trainer übernahm, zog er den Spieler in die Läuferreihe zurück, wo er fortan als rechter Half zum Einsatz kam. Auch auf Grund seines Trickreichtums wurde Kertész zu einem der populärsten Spieler seiner Zeit in Ungarn. Die von Hogan zusammengestellte Mannschaft, zu der arrivierte Spieler wie Imre Schlosser und Alfréd Schaffer ebenso gehörten wie die aufstrebenden Nachwuchsspieler György Orth und József Braun, war der Grundstein für die langjährige Dominanz des MTK im ungarischen Fußball. Zwischen 1917 und 1924 konnte Kertész acht Meistertitel in Folge gewinnen.
Dazwischen wechselte er 1920 kurzzeitig zum Wiener Amateur SV, erhielt jedoch keine Spielerlaubnis für die Meisterschaft, da der Kartellvertrag zwischen den beiden Verbänden vorsah, dass während einer Saison nur für einen Verein in den beiden Ländern gespielt werden darf. Der Spieler kehrte nach wenigen Wochen nach Budapest zurück und setzte seine Karriere beim MTK bis 1924 fort, ehe er noch für den Nemzeti SC spielte.

## Nationalteam
Nur zwei Monate nachdem er sein Debüt in der Kampfmannschaft des MTK gegeben hatte, kam er auch schon zu seinem ersten Einsatz in der Nationalmannschaft, als er im Mai 1909 bei einem 4:3 gegen Österreich neben Schlosser und Gáspár Borbás stürmte. Im Jahr 1912 gehörte er zum Kader der Ungarn bei den Olympischen Sommerspielen, kam jedoch nicht zum Einsatz. Seine ersten Tore in der Nationaldress erzielte er kurz danach als die Ungarn in Moskau mit 9:0 und 12:0 zwei Kantersiege gegen die russische Nationalmannschaft landeten und er dabei jeweils drei Tore beisteuerte.
Auch in der Nationalmannschaft wechselte er 1916 in die Läuferposition und war dort eine langjährige Stütze, der man auch die Kapitänswürde anvertraute. Eines seiner herausragendsten Länderspiele absolvierte er im September 1923 bei einem 2:0 gegen Österreich, als er nach Spielende auf den Schultern des Publikums vom Platz getragen wurde und das Wiener Sporttagblatt schrieb: „Der beste Mann der Ungarn war wieder einmal der alte Willy Kertesz, dessen Spiel an seine besten Tage erinnerte.“ Nachdem er bei den Olympischen Spielen 1924 wieder nur als Ersatzspieler mitgenommen worden war, beendete er im Juni 1924 mit einem 1:0 gegen Frankreich nach 47 Einsätzen seine internationale Karriere.

## Trainerkarriere
Danach eröffnete er ein Sportgeschäft und war als Trainer beim VAC Budapest sowie beim Zweitligisten Ékszerész SC tätig. Ab 1931 betreute er den rumänischen Verein Ripensia Timișoara, ehe er 1932 ein Angebot aus Ägypten annahm und Trainer von Hellenic Alexandria sowie weiterer ägyptischer Vereine bis 1940 wurde. Nach dem Zweiten Weltkrieg setzte er zunächst seine Trainertätigkeit in Alexandria fort, wanderte in den 1950er Jahren aber dann nach Australien aus.

## Erfolge
- 9 × Ungarischer Meister: 1913/14, 1916/17, 1917/18, 1918/19, 1919/20, 1920/21, 1921/22, 1922/23, 1923/24
- 4 × Ungarischer Pokalsieger: 1909/10, 1911/12, 1913/14, 1922/23
- 47 Spiele und elf Tore für die ungarische Fußballnationalmannschaft